# Ochsenfeld

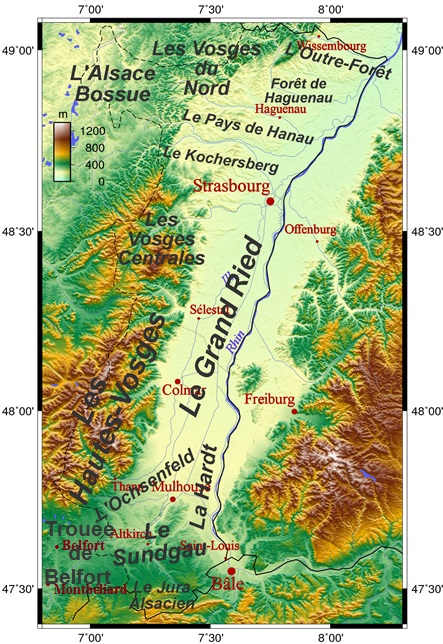
Mapa de la región. El Ochsenfeld abajo a la izquierda.

El Ochsenfeld (en francés: l'Ochsenfeld) es una región natural, una vasta llanura en torno a Mulhouse, en Alsacia, que se extiende desde la salida del valle de Thann en el oeste hasta el bosque de la Hardt (detrás de Mulhouse) en el este y desde el Sundgau en el sur hasta Ensisheim en el norte. 
«Ochsenfeld» es una palabra alemana y alemánica que significa «campo de bueyes». Hay varios lugares que se llaman Ochsenfeld y este artículo trata del Ochsenfeld alsaciano. 
Esta llanura se llama así porque en la Edad Media estaba dedicada enteramente a la ganadería y muchas grandes ferias de ganado tuvieron lugar aquí. Con el desarrollo de las técnicas agrícolas, el Ochsenfeld se convirtió en tierra de cultivo.
La parte nororiental del Ochsenfeld está ocupada por el bosque de Nonnenbruch.
Ochsenfeld es también el nombre de un lugar entre Cernay y Wittelsheim en el departamento Alto Rin. En este lugar se han hallado restos arqueológicos de la batalla de los Vosgos, donde se enfrentaron romanos y germanos en la batalla más encarnizada de aquella época.
Una leyenda dice que esta batalla fue el motivo para la fundación de Mulhouse.
- Datos: Q1410269